# Ивабрадин
Ивабрадин (Кораксан) — лекарственный препарат, замедляющий ритм сердца. Является селективным ингибитором If-каналов. Разработан компанией Servier.
Открытие в 1980-х одного из ключевых детерминант частоты сердечных сокращений (ЧСС) — ионных f-каналов — проложило путь к разработке препарата, позволяющего достичь изолированного уменьшения ЧСС. Ивабрадин — первый ингибитор If-каналов избирательного и специфического действия. В отличие от других средств, которые уменьшают ЧСС, ивабрадин сохраняет сократимость миокарда и диастолическую функцию, и при этом не оказывает никакого влияния на электрофизиологические параметры и метаболизм углеводов и жиров. Важно, что ивабрадин не снижает артериальное давление (АД) и не изменяет периферическое сопротивление сосудов. Клинические испытания ивабрадина с участием более 20 000 пациентов показали, что препарат эффективен при сердечной недостаточности (СН) и ишемической болезни сердца (ИБС) и характеризуется хорошими показателями безопасности и переносимости лечения.
Ивабрадин уменьшает высокую ЧСС в покое — один из факторов риска и ключевую детерминанту перфузии миокарда. Повышенная ЧСС в покое ассоциируется с повышенным риском сердечно-сосудистых событий, как в общей популяции, так и у пациентов с ИБС и СН. Частота сердечных сокращений также играет значимую роль в поддержании баланса энергии в сердце за счет изменения доставки кислорода и потребности в нём. Установлено, что изолированное уменьшение ЧСС с помощью ивабрадина благоприятно влияет не только на симптомы и признаки заболевания, но и на прогноз.
Ивабрадин улучшает прогноз и качество жизни пациентов с сердечной недостаточностью. Исследование SHIFT, которое включало 6558 пациентов с систолической СН и ЧСС ≥70 ударов в минуту (уд/мин), стало крупнейшим на сегодняшний день клиническим исследованием у этой категории пациентов. Период наблюдения в нём составил почти 2 года, и результаты показали достоверное улучшение сердечно-сосудистой смертности и частоты госпитализаций в связи с СН (первичная конечная точка в исследовании) на 18 % (p<0,0001), причем эти выгоды проявлялись уже через 6 месяцев лечения. У пациентов с более высоким риском, то есть с ЧСС ≥75 уд/мин на исходном этапе, наблюдалось уменьшение как сердечно-сосудистой смертности на 17 % (p=0,0166), так и общей смертности (p=0,0109). Эти преимущества являются дополнительными к тем, которые уже были достигнуты с помощью ингибиторов ангиотензин-превращающего фермента (АПФ) и β-адреноблокаторов, поскольку в исследование включали пациентов, уже получающих оптимальное лечение. Было проведено два дополнительных исследования с целью оценки влияния ивабрадина на ремоделирование сердца и качество жизни. Первое исследование показало улучшение как объёмов левого желудочка, так и его функции (фракция выброса), что позволяет объяснить благоприятные эффекты, наблюдавшиеся в основном исследовании. Второе исследование продемонстрировало значительное улучшение качества жизни, в основном в результате уменьшения частоты и тяжести симптомов (одышка, утомляемость). Эти результаты стали первым доказательством того, что лечение ивабрадином позволяет улучшить как прогноз, так и качество жизни пациентов с СН.
Ивабрадин улучшает прогноз и симптомы пациентов со стабильной стенокардией. В испытаниях ивабрадина при лечении стенокардии участвовало более 5 тыс. пациентов. Эффективность ивабрадина оценивали при монотерапии по сравнению с плацебо, β-адреноблокаторами и антагонистами кальция, а также комбинированной терапией амлодипином и β-адреноблокаторами. Результаты показали, что ивабрадин, независимо от назначения в виде монотерапии или комбинированной терапии, эффективен в отношении как симптомов стенокардии, так и показателей проб с физической нагрузкой. Результаты исследования ASSOCIATE, в котором у 889 пациентов, уже получающих β-адреноблокатор, к терапии был добавлен ивабрадин, стали первым и единственным доказательством антиишемической и антиангинальной эффективности на фоне β-адреноблокаторов в отношении всех показателей пробы с физической нагрузкой, без какого-либо угасания эффекта в конце интервала дозирования. Прогностические выгоды ивабрадина у пациентов со стабильной ИБС изучали в исследовании BEAUTIFUL с участием 10 917 пациентов с дисфункцией левого желудочка. Добавление ивабрадина к оптимальной терапии у пациентов с исходной ЧСС 70 уд/мин или выше ассоциировалось с достоверным снижением риска госпитализации в связи нефатальным или фатальным (в итоге) инфарктом миокарда на 36 % (p=0,001). У пациентов со стенокардией этот риск снизился на 42 % (p=0,021). Изучение ивабрадина у пациентов со стабильной ИБС продолжается в исследовании SIGNIFY с оценкой заболеваемости и смертности, с участием более 18 тыс. пациентов.
Первое показание к применению ивабрадина было одобрено в 2005 году и заключается в симптоматическом лечении стабильной стенокардии у пациентов с нормальным синусовым ритмом и непереносимостью β-адреноблокаторов или противопоказаниями к их применению. В 2009 году, после получения результатов исследования ASSOCIATE и BEAUTIFUL, это показание было расширено и стало включать симптоматическое лечение стенокардии в комбинации с β-адреноблокаторами. С 2012 года, на основании результатов исследования SHIFT, были одобрены следующие показания к применению ивабрадина: при хронической СН класса от II до IV по NYHA при наличии систолической дисфункции; у пациентов с синусовым ритмом и ЧСС ≥75 уд/мин; в комбинации со стандартной терапией, включающей β-адреноблокаторы; у пациентов с непереносимостью β-адреноблокаторов или противопоказаниями к их применению. В 2015 году одобрен FDA.

## История
Обоснованием для разработки ивабрадина послужили два основных наблюдения. Во-первых, сердечно-сосудистые заболевания (ССЗ) являются ведущей причиной смертности в мире, при этом ИБС и СН ассоциируются с более высокими уровнями смертности. В то же время, за последние два-три десятилетия не было никаких реальных инноваций в фармакологической терапии пациентов со стабильной ИБС и, особенно, сердечной недостаточностью. Несмотря на достигнутые успехи в лечении таких пациентов, особенно с помощью ингибиторов ренин-ангиотензин-альдостероновой системы (РААС) и β-адреноблокаторов, смертность пациентов с СН через год остается выше, чем зарегистрированная смертность при многих видах рака.1 Более 50 % пациентов с СН умирают в течение 5 лет с момента установления диагноза. Помимо высокой смертности, среди таких пациентов типичны частые госпитализации, а симптомы являются инвалидизирующими, и это серьезно ухудшает качество жизни пациентов. В действительности, качество жизни у пациентов с СН хуже, чем у пациентов с депрессией и такое же, как у пациентов на гемодиализе.3 Статистика показывает, что распространенность СН продолжает расти, и, по прогнозам, практически удвоится за период с 2000 по 2030 год.
Во-вторых, значительное увеличение числа публикаций в научной литературе отражает растущее признание того, что высокая ЧСС в покое напрямую ассоциируется с более короткой продолжительностью жизни и повышенным сердечно-сосудистым риском. Эта зависимость была продемонстрирована в самых разных популяциях, в том числе у пациентов с ИБС5 и пациентов с СН.
Такая ситуация подтолкнула исследователей к изучению потенциала практического применения одного из фундаментальных открытий, а именно того, что одним из основных детерминант автоматизма работы сердца является If ток в клетках синусового узла сердца. В частности, проводились поиски препарата, способного обеспечить избирательное уменьшение ЧСС в покое, с конечной целью удовлетворить потребности как физиологов, так и клиницистов, сталкивающихся с самыми разными, а и иногда достаточно сложными клиническими ситуациями.

### Ход разработки
Перфузия сердечной ткани возможна только тогда, когда сердечная мышца расслаблена, то есть в периоде диастолы. В отличие от систолы, длительность диастолы зависит от ЧСС, и чем выше ЧСС, тем короче эффективное время для перфузии сердца. Каждый цикл систолы-диастолы также потребляет энергию. В заключение, ЧСС напрямую определяет потребности сердца в энергии и перфузию миокарда.
Нарушения энергетического обмена и перфузии миокарда лежат в основе большого числа сердечно-сосудистых заболеваний, включая ИБС и СН.
В 1980-х годах профессор Дарио Ди Франческо (Dario Di Francesco) выявил «If ток» как основной ток, задающий ритм и приводящий к спонтанной диастолической деполяризации -фундаментальному механизму, лежащему в основе автоматической деятельности сердца.7,8 Это запустило исследования фармакологических средств, способных подавить этот ток и, таким образом, избирательно уменьшить ЧСС.
Servier разработала программу с целью поиска молекулы, потенциально способной избирательно подавить If-ток. Эти исследования, которые проводились с конца 1980-х до начала 1990-х, привели к выявлению кандидатного препарата, ивабрадина.
В 1994 году начались клинические исследования I фазы. Было проведено несколько исследований на добровольцах с целью определения фармакокинетических и фармакодинамических свойств, клинической приемлемости и взаимодействий с пищей при разовом и многократном приеме с использованием разных схем дозирования.
В 1995 году начались клинические исследования II фазы. Цель основного исследования, проведенного в 9 странах, заключалась в изучении зависимости доза-эффект и определении суточной дозы. Первичной конечной точкой было улучшение пробы на переносимость физической нагрузки (на велоэргометре). Это исследование помогло продемонстрировать терапевтическую пользу ивабрадина в улучшении характеристик переносимости нагрузки у пациентов со стабильной стенокардией и определить дозировки для дальнейшего изучения в исследованиях III фазы.
В 1998 году начались клинические исследования III фазы. Всего было проведено 9 исследований, среди которых были исследования эффективности ивабрадина по отношению к препаратам сравнения, в комбинации с эталонными антиангинальными средствами и исследования долгосрочной безопасности. Эти исследования проводились в соответствии с Европейскими рекомендациями по разработке антиангинального средства. Эффективность оценивали на основании показателей, измерявшихся во время проб с физической нагрузкой на тредмиле или велоэргометре. Безопасность оценивали на основании проспективного наблюдения за нежелательными явлениями и плановых измерений показателей гемодинамики (ЧСС и артериальное давление).
В этой беспрецедентной программе по разработке антиангинального средства участвовало более 5 тыс. пациентов и здоровых добровольцев. Также потребовалось участие междисциплинарной команды Сервье, занимающейся медицинской и научной координацией, логистикой, проведением исследований и централизованным контролем центров, предоставляющих результаты электрокардиографии и проб с физической нагрузкой, управлением индивидуальными регистрационными картами пациентов, сбором данных, статистическими анализами, подготовкой отчетов и, наконец, изложением всех данных в досье.
В целом, на составление клинических и доклинических досье для подачи заявки на получение Европейского регистрационного удостоверения потребовалось 13 лет. Досье были поданы в апреле 2004 года и в июле 2005 года были одобрены Европейским агентством по лекарственным средствам (EMA) в Лондоне (централизованная процедура). 25 октября 2005 года Европейской комиссией было выдано Регистрационное удостоверение на применение ивабрадина в 25 странах Европейского Союза.
В дополнение к начальной разработке ивабрадина для лечения стенокардии, были спланированы и проведены 2 исследования с оценкой заболеваемости и смертности при ИБС, с целью определения благоприятного влияния ивабрадина на сердечно-сосудистый прогноз:
- исследование BEAUTIFUL с участием 10 917 пациентов со стабильной ИБС и желудочковой дисфункцией, длительностью 2 лет;
- исследование SIGNIFY с участием более 18 тыс. пациентов со стабильной ИБС и без дисфункции желудочков и признаков СН.

Клиническая разработка продолжалась в крупном исследовании III фазы у пациентов с СН, в которое первый пациент был рандомизирован в октябре 2006 года. Это исследование (SHIFT) включало в целом 6558 пациентов, которые наблюдались на протяжении 2 лет, и оно стало крупнейшим из когда-либо проводившихся исследований с оценкой заболеваемости и смертности у пациентов с СН. В свете полученных в этом исследовании результатов, в феврале 2012 года Европейская комиссия утвердила новое показание для применения ивабрадина у пациентов с СН систолического генеза.

## Фармакодинамика
Ивабрадин оказывает действие только за счет уменьшения ЧСС, посредством избирательного и специфического подавления водителя ритма сердца — ионного тока If, который контролирует спонтанную диастолическую деполяризацию в синусовом узле и, таким образом, регулирует ЧСС.13,24,25 Ивабрадин специфически воздействует на синусовый узел и не влияет на другие показатели функции сердца.15,16

#### Механизм действия: влияние на активность водителя ритма сердца
Спонтанная автоматическая активность берёт начало в клетках синусового узла, известных как клетки водителя ритма. Она характеризуется фазой медленной спонтанной диастолической деполяризации (фаза 4 потенциала действия), которая постепенно приводит мембранный потенциал к резкому переходу к следующей, восходящей фазе в конце потенциала действия (ПД).
В фазе спонтанной деполяризации участвует несколько основных токов: ток If, кальциевые токи ICaL и ICaT, базальный ток ICaNa, и ток IKr. Ток If играет ключевую роль в запуске и регуляции диастолической деполяризации, и он активируется, когда мембрана становится гиперполяризованной в конце потенциала действия.
Servier разработала программу с целью выявления молекулы с потенциально избирательным действием на ток If. После исчерпывающего и досконального скрининга был выбран ивабрадин, поскольку он удовлетворял этим критериям. В концентрациях до 3 мкмоль, то есть в 45 больше, чем рекомендуемые терапевтические концентрации, ивабрадин не взаимодействует ни с какими другими токами в клетках водителя ритма сердца.11 Препарат не влияет на порог возникновения, амплитуду или длительность потенциала действия. Другое преимущество подавления тока If с помощью ивабрадина заключается в том, что его выраженность зависит от концентрации препарата, а также от конечного результата, то есть чем выше ЧСС, тем больше его снижение и наоборот.

#### Влияние на ЧСС
Первые исследования у животных, демонстрирующие избирательное подавление тока If, выявили уменьшение ЧСС в покое и ЧСС при нагрузке, и они были подтверждены у здоровых добровольцев и пациентов с ИБС. Уменьшение ЧСС является дозозависимым в покое и при нагрузке и в диапазоне доз от 2,5 мг до 20 мг, принимаемых 2 раза в сутки. В исследованиях не было выявлено признаков «лекарственной толерантности» на длительном этапе и какого-либо феномена отдачи после резкой отмены препарата.
Уменьшение ЧСС в результате подавления тока If сопровождалось уменьшением рабочей нагрузки на сердце и потребления миокардом кислорода, а также улучшением перфузии миокарда.

#### Специфическое действие на синусовый узел
Влияние препарата на сердце обусловлено исключительно его действием на синусовый узел. В экспериментальных моделях на крысах, собаках и свиньях ивабрадин уменьшил ЧСС без влияния на АД, сократимость сердца, атриовентрикулярную проводимость или реполяризацию желудочков. У собак и свиней на фоне нагрузки ивабрадин ограничивает тахикардию, вызванную физической нагрузкой, но не изменяет физиологическую адаптацию через изменение сократимости и расслабления миокарда, сердечного выброса, коронарной перфузии, диаметра сосудов и общего периферического сопротивления сосудов. Это специфическое действие ивабрадина на синусовый узел сердца было подтверждено у человека. Инвазивные электрофизиологические исследования показали, что ивабрадин не влияет на длительность внутрижелудочкового или предсердно-желудочкового проведения потенциала действия. Не было отмечено и прямых влияний препарата на реполяризацию желудочков, поскольку интервал QT, кроме механического удлинения в связи с уменьшением ЧСС, после коррекции на уменьшение ЧСС оставался без изменений. Препарат не влиял на артериальное давление. Специальные исследования, проведенные у пациентов с дисфункцией левого желудочка или СН представили доказательства отсутствия отрицательного инотропного действия на миокард.15-17

## Клинические исследования

#### Сердечно-сосудистый прогноз у пациентов с СН: исследование SHIFT
Предварительные исследования у пациентов с СН систолического генеза были в высшей степени согласованными с доклиническими исследованиями и показали, что ивабрадин улучшает систолическую функцию ЛЖ и симптомы СН. Систолические и диастолические объёмы ЛЖ уменьшились, а фракция выброса увеличилась на 4-5 %.
Эти результаты послужили логическим обоснованием для проведения крупного исследования с изучением заболеваемости и смертности9 с целью оценки эффективности ивабрадина в снижении риска сердечно-сосудистых событий (смерть от ССЗ и госпитализация в связи с СН) у пациентов с систолической СН (фракция выброса ≤35 %) с II по IV класс по NYHA и ЧСС ≥70 уд/мин.
Было проведено двойное слепое, рандомизированное, плацебо контролируемое исследование с участием 6558 пациентов, наблюдавшихся на протяжении периодов от 12 до 42 месяцев (в среднем 22,9 месяца). Пациенты получали ивабрадин (в дозе до 7,5 мг 2 раза в сутки) или плацебо в дополнение к оптимальной терапии, основанной на современных рекомендациях по лечению СН.
На исходном этапе пациенты получали лечение, которое было расценено исследователями как оптимальное: 90 % получали β-адреноблокатор, 91 % получали ингибитор РААС, 61 % получали антагонист альдостероновых рецепторов и 84 % — диуретик. Использовавшиеся дозы β-адреноблокатора были такими же, как по данным регистров: 26 % получали дозу ≥ чем 50 % целевой дозы и 26 % получали целевую дозу.
По сравнению с плацебо ивабрадин на фоне применения рекомендуемых препаратов достоверно снизил сердечно-сосудистую смертность и частоту госпитализаций в связи с СН на 18 % (первичная конечная точка; p<0,0001) уже через несколько месяцев от начала лечения. Для предотвращения одного события, входящего в первичную конечную точку, достаточно пролечить 26 пациентов ивабрадином на протяжении года. Эти выгоды в основном приписываются уменьшению риска госпитализаций в связи с СН на 26 % (p<0,0001) и уменьшению риска смерти от СН также на 26 % (p=0,014). У пациентов с ЧСС ≥75 уд/мин также отмечалось достоверное снижение общей смертности на 17 % (p=0,0109) и сердечно-сосудистой смертности на 17 % (p=0,0166). Эти результаты объясняются тем фактом, что сердечно-сосудистый риск растет по мере увеличения ЧСС: чем выше исходная ЧСС, тем более значимые выгоды, связанные со снижением ЧСС на фоне приема ивабрадина, можно получить. Приблизительно у половины пациентов с СН в клинической практике ЧСС в покое составляет ≥75 уд/мин.
Эти благоприятные эффекты наблюдались независимо от характеристик пациента (возраст, пол, прием β адреноблокатора или без него, этиология сердечной недостаточности или класс по NYHA) и были даже более выраженными у пациентов с более высокой ЧСС на исходном этапе.

#### Качество жизни пациентов с сердечной недостаточностью
Улучшение качества жизни само по себе является одной из целей лечения, и особенно это касается хронических заболеваний. При СН качество жизни хуже, чем при целом ряде других заболеваний, таких как депрессия или гепатит. Влияние ивабрадина на качество жизни оценивали с помощью Канзасского опросника для больных кардиомиопатией KCCQ (Kansas City Cardiomyopathy Questionnaire) у 1944 пациентов, включенных в исследование SHIFT. Этот анализ показал, что:
- у пациентов с высокой ЧСС качество жизни хуже;
- плохое качество жизни связано с плохим прогнозом;
- ивабрадин достоверно улучшает качество жизни;
- Чем больше снижение ЧСС, тем более выраженное улучшение качества жизни достигается.

#### Антиишемическая и антиангинальная эффективность при монотерапии
Антиишемическую и антиангинальную эффективность ивабрадина оценивали в сравнении с плацебо, β-адреноблокатором и антагонистами кальция. В группе из 360 пациентов со стабильной стенокардией было обнаружено, что терапия ивабрадином ассоциируется с дозозависимым улучшением показателей пробы на переносимость физической нагрузки (на велоэргометре) через 2 недели лечения
Дозозависимое уменьшение ЧСС в покое и ЧСС на пике нагрузки сопровождалось улучшением переносимости физической нагрузки и увеличением времени достижения порога развития ишемии после приема препарата в дозе 5 мг 2 раза в сутки.
Аналогично, в группе из 1195 пациентов, получавших лечение в течение 3 месяцев, было продемонстрировано, что ивабрадин в дозах от 7,5 мг до 10 мг 2 раза в сутки был как минимум столь же эффективным, как и амлодипин в максимальной дозе 10 мг 1 раз в сутки.
Эффективность ивабрадина также сравнивали с референтным (эталонным) β-адреноблокатором атенололом при стабильной стенокардии. В рандомизированном, контролируемом, двойном слепом исследовании 939 пациентов со стабильной стенокардией были рандомизированы в 3 группы сравнения: в двух группах пациенты получали ивабрадин 5 мг 2 раза в сутки, а в третьей группе пациенты получали атенолол 50 мг 1 раз в сутки в течение месяца. Затем в трех группах пациентам назначали, соответственно, более высокую дозу ивабрадина 7,5 мг 2 раза в сутки, ивабрадина 10 мг 2 раза в сутки и атенолола 100 мг в сутки в течение 3 месяцев. Эффективность определяли на основании изменений показателей пробы с физической нагрузкой на тредмиле, которую проводили на момент включения и через 1 и 4 месяца лечения.
В исследовании было выявлено дозозависимое увеличение общей продолжительности нагрузки при минимальной активности ивабрадина и атенолола (первичный критерий). Статистический анализ по критерию «не хуже» показал, что антиишемическая и антиангинальная эффективность ивабрадина как минимум такая же, как у атенолола (p<0,001)

#### Антиишемическая и антиангинальная эффективность в комбинации с референтными антиангинальными средствами
Антиишемическая и антиангинальная эффективность ивабрадина была также подтверждена в комбинации с амлодипином и референтным β-адреноблокатором атенололом.21 У 889 пациентов со стабильной стенокардией, уже получающих атенолол 50 мг 1 раз в сутки, добавление ивабрадина (по 5 мг 2 раза в сутки в течение 2 месяцев, затем по 7,5 мг 2 раза в сутки в течение следующих 2 месяцев) привело через 4 месяца к достоверному улучшению всех показателей пробы с физической нагрузкой на минимуме активности препарата. Через 2 месяца лечения ивабрадином 5 мг 2 раза в сутки эффективность лечения в отношении всех эргометрических показателей была выше, чем в контрольной группе. Эта эффективность была ещё выше через 4 месяца лечения, если дозу ивабрадина увеличивали до 7,5 мг 2 раза в сутки: общая продолжительность нагрузки увеличилась на 24,3 секунды, по сравнению с 7,7 секундами в группе плацебо (p<0,01).
Пробы на толерантность к физической нагрузке, проведенные через 3 месяца лечения ивабрадином (в дозах 5 мг и 7,5 мг 2 раза в сутки в течение 3 месяцев) у 728 пациентов со стенокардией, уже получающих максимальную дозу амлодипина (10 мг в сутки), также продемонстрировали значимое улучшение эргометрических показателей на пике активности препарата.

#### Антиангинальная эффективностью на длительном этапе
В двойном слепом, рандомизированном исследовании 386 пациентов с ИБС и стабильной стенокардией были распределены на 2 группы с приемом ивабрадина в дозе 5 мг (n=198) или 7,5 мг (n=188) 2 раза в сутки в течение 12 месяцев. На момент включения более чем у двух третей пациентов сохранялись симптомы стенокардии, несмотря на прием антиангинальных средств.
Через 3 месяца лечения как в виде монотерапии, так и при комбинации с другими антиангинальными средствами наблюдалось достоверное уменьшение числа приступов стенокардии в неделю, аналогично результатам предыдущих исследований, и этот эффект сохранялся спустя 12 месяцев лечения.

#### Сердечно-сосудистый прогноз у пациентов со стабильной ИБС: исследование BEAUTIFUL
Исследование BEAUTIFUL показало, что у пациентов со стабильной ИБС частота сердечных сокращений в покое ≥70 уд/мин является одним из значимых факторов риска сердечно-сосудистых событий, независимо от других ассоциированных факторов риска и сопутствующего лечения. По сравнению с пациентами с ЧСС в покое <70 уд/мин, у этих пациентов был достоверно выше риск сердечно-сосудистой смерти на 34 %, риск инфаркта миокарда на 46 % и риск развития СН на 53 %. Было обнаружено, что риски начинали возрастать после прохождения порогового значения ЧСС 70 уд/мин.
Эти данные подтвердили наблюдения в целом ряде других эпидемиологических исследований, что делает исследование BEAUTIFUL первым проспективным исследованием, в котором было продемонстрировано, что низкая ЧСС в покое ассоциируется с лучшим прогнозом.
Ивабрадин достоверно не изменил риск первичной конечной точки ни в общей популяции, ни в популяции пациентов с ЧСС ≥70 уд/мин. Тем не менее, у пациентов с повышенной ЧСС в покое (≥70 уд/мин) ивабрадин действительно достоверно снизил риск госпитализаций в связи с нефатальным или фатальным (впоследствии) инфарктом миокарда на 36 % (p=0,001) и потребность в реваскуляризации на 30 % (p=0,016).
Эти благоприятные эффекты были достигнуты у пациентов, которые уже получали оптимальное лечение, с похожей переносимостью и безопасностью лечения в обеих группах.
Результаты исследования BEAUTIFUL, опубликованные в журнале LANCET, очень важны для научного сообщества. Как известно, это исследование впервые показало, что повышенная ЧСС в покое ≥70 уд/мин является одним из факторов неблагоприятного сердечно-сосудистого прогноза у пациентов со стабильной ИБС и дисфункцией желудочков, и что избирательное уменьшение ЧСС с помощью ивабрадина снижает частоту коронарных событий (инфаркт миокарда и реваскуляризация миокарда).
Новый анализ в исследовании BEAUTIFUL был проведен у 1507 пациентов (13,8 % всей популяции исследования), у которых все ещё сохранялась лимитирующая стенокардия на исходном этапе. Ивабрадин достоверно уменьшил риск достижения первичной конечной точки (смерть от ССЗ, госпитализация в связи с ИМ или СН) на 24 % (p=0,05). Благоприятные эффекты ивабрадина проявлялись, в частности, в виде уменьшения риска госпитализации в связи с фатальным или нефатальным инфарктом миокарда на 42 % в общей популяции (p=0,021) и 73 % среди пациентов с ЧСС ≥70 уд/мин (p=0,002). Все эти результаты ещё более значимы, поскольку у пациентов со стенокардией имеется более высокий риск коронарных событий, по сравнению с пациентами со стабильной ИБС, но без признаков стенокардии. В дополнение к этому, ивабрадин — единственный антиангинальный препарат, который продемонстрировал благоприятные эффекты в сердечно-сосудистой профилактике у пациентов со стенокардией.
Вслед за результатами исследования BEAUTIFUL, в сентябре 2009 года было начато ещё одно исследование (SIGNIFY) с оценкой заболеваемости и смертности у пациентов со стабильной ИБС, ЧСС ≥70 уд/мин и без дисфункции ЛЖ. В это исследование будет включено более 18 тыс. пациентов.

### Рекомендации
У пациентов с СН ивабрадин при добавлении к оптимальной терапии с соответствии с руководствами, улучшает сердечно-сосудистый прогноз (смертность и частоту госпитализаций в связи с СН, общую смертность и сердечно-сосудистую смертность у пациентов с повышенной ЧСС). Эти прогностические выгоды сопровождаются значительным улучшением качества жизни и могут объясняться улучшением структуры и функции сердца. Благодаря этим результатам ивабрадин стал первым препаратом своего рода, улучшающим как прогноз, так и качество жизни пациентов с СН.
У пациентов со стенокардией ивабрадин обладает антиишемической и антиангинальной эффективностью как минимум такой же, как и у β-адреноблокаторов, которые рекомендуются в качестве препаратов первого ряда при лечении пациентов с ИБС и стабильной стенокардией. Антиангинальная эффективность ивабрадина как минимум столь же высокая, как и у амлодипина, антагониста кальция, обладающего исключительно симптоматическим действием.
Кроме того, антиишемическая и антиангинальная эффективность ивабрадина сохранялась даже когда препарат назначали в комбинации с другими антиангинальными средствами, особенно β-адреноблокаторами. Так, ивабрадин улучшает симптомы, плохо контролируемые на фоне ранее назначенного антиангинального лечения. Эта эффективность ивабрадина уникальная, поскольку ни один другой антиангинальный препарат не продемонстрировал таких значимых выгод при использовании в комбинации с другими антиангинальными средствами. Эффективность ивабрадина сохраняется через год лечения без каких-либо тахифилаксий.
Ивабрадин уменьшает риск коронарных событий у пациентов со стабильной ИБС, дисфункцией ЛЖ и повышенной ЧСС (≥70 уд/мин).
Благоприятные эффекты сердечно-сосудистой профилактики ещё более выражены у пациентов со стенокардией: ивабрадин уменьшает риск основных сердечно-сосудистых событий (смерть от ССЗ, госпитализация в связи с СН или инфарктом миокарда). Таким образом, ивабрадин — единственный антиангинальный препарат, который улучшает сердечно-сосудистый прогноз у пациентов со стенокардией. Подтверждение прогностических выгод применения ивабрадина у пациентов с ИБС (у стабильных пациентов с ЧСС ≥70 уд/мин) получено по результатам исследования SIGNIFY в 2014 году.

### Переносимость и безопасность
Ивабрадин изучали в клинических исследованиях, проведенных почти у 20 тыс. пациентов. Ивабрадин очень хорошо переносился. Частота сообщавшихся нежелательных явлений была низкой и такой же, как в группах плацебо.
Ивабрадин не влиял на β-адренергические рецепторы и кальциевые каналы. Таким образом, в отличие от других антиангинальных препаратов (β-адреноблокаторы, антагонисты кальция или производные нитратов), ивабрадин не индуцирует бронхоконстрикцию или вазоконстрикцию, сохраняет функцию желудочков, не вызывает утомляемости, ночных кошмаров или артериальной гипотензии, сохраняет метаболизм липидов и углеводов, и не вызывает тахифилаксии. Ивабрадин можно назначать у большинства пациентов со стенокардией или СН, в том числе у пациентов с астмой, хронической обструктивной болезнью легких (ХОБЛ), заболеванием периферических артерий нижних конечностей, почечной недостаточностью (клиренс креатинина >15 мл/мин), легкой печеночной дисфункцией или сахарным диабетом.
Основные нежелательные эффекты, приписанные ивабрадину, заключаются в преходящих феноменах изменения световосприятия (фосфены, или фотопсии) и брадикардии. Эти эффекты являются дозозависимыми и связаны с фармакологическим действием препарата.

## Применение на практике

### Улучшение прогноза и симптомов у пациентов с систолической сердечной недостаточностью
У пациентов с систолической СН и ЧСС >70 уд/мин ивабрадин при добавлении к оптимальной, основанной на руководствах терапии (β-адреноблокаторы, ингибиторы РААС, антагонисты альдостероновых рецепторов и диуретики) достоверно уменьшил риск смерти, госпитализации в связи с СН, смерти от любой причины, смерти от ССЗ, когда ЧСС у пациентов была ≥75 уд/мин. В дополнение к этому, было показано, что ивабрадин эффективен в улучшении симптомов и качества жизни у пациентов с СН.

### Место в стратегии лечения пациентов с систолической СН
Выделяют три основных цели в лечении пациентов с СН:
- Улучшение прогноза.
- Уменьшение заболеваемости (устранение или уменьшение симптомов и частоты госпитализаций, улучшение качества жизни).
- Профилактика прогрессирования заболевания (уменьшение или обратное развитие ремоделирования сердца, уменьшение частоты госпитализаций).

Рекомендуемые в настоящее время препараты для лечения СН включают β-адреноблокаторы, ингибиторы АПФ (или сартаны в случае сохранения симптомов или непереносимости ингибиторов АПФ), антагонисты альдостероновых рецепторов и диуретики, сердечные гликозиды для улучшения симптомов. До появления ивабрадина ни один из этих препаратов не подтвердил своей эффективности в улучшении как прогноза, так и качества жизни пациентов. Клинические испытания ивабрадина показали его эффективность в отношении всех этих целей (уменьшение общей смертности, сердечно-сосудистой смертности и частоты госпитализаций, улучшение симптомов и качества жизни, а также структуры и функции сердца). Благоприятные эффекты ивабрадина были достигнуты у пациентов, у которых уже проводилось оптимальное лечение СН, в частности, с применением β-адреноблокаторов, ингибиторов РААС и антагонистов альдостероновых рецепторов.

### Лечение стабильной стенокардии
У пациентов со стенокардией ивабрадин обладает антиишемической и антиангинальной эффективностью, сопоставимой с таковыми у β-адреноблокаторов и антагонистов кальция, и проявляет более высокую эффективность у пациентов, уже получающих лечение другими антиангинальными средствами.

### Снижение риска инфаркта миокарда у пациентов со стабильной ИБС
У пациентов со стабильной ИБС, дисфункцией желудочков и повышенной ЧСС в покое (≥70 уд/мин) ивабрадин уменьшает риск развития инфаркта миокарда или проведения реваскуляризации миокарда. Эти выгоды могут быть получены в дополнение к выгодам, продемонстрированным для других препаратов в сердечно-сосудистой профилактике, поскольку пациенты уже получали оптимальное лечение на исходном этапе. В дополнение к этому, эффективность в сердечно-сосудистой профилактике даже более выражена у пациентов со стабильной стенокардией на исходном этапе.

### Стратегия лечения пациентов со стенокардией
Согласно европейским и американским рекомендациями, выделяют две цели в лечении пациентов со стабильной ИБС:
- Улучшение сердечно-сосудистого прогноза за счет снижения риска развития инфаркта миокарда и сердечно-сосудистой смерти.
- Уменьшение или устранение симптомов стенокардии.

Улучшение сердечно-сосудистого прогноза частично основывается на соблюдении здорового образа жизни и рекомендаций по питанию, а также терапии по схеме BASIC (акроним — по начальным буквам — β-адреноблокатор (B) (после инфаркта), аспирин (A), статин (S), ингибитор РААС (I) и контроль (C) факторов сердечно-сосудистого риска). Было установлено, что реваскуляризация не оказывает никакого благоприятного действия на сердечно-сосудистый прогноз у пациентов со стенокардией, и её эффективность в отношении стенокардии угасает со временем.44,45 Ивабрадин — единственный антиангинальный препарат с доказанными благоприятными эффектами в сердечно-сосудистой профилактике у пациентов со стабильной стенокардией, уже получающих β-адреноблокаторы.
Уменьшение симптомов стенокардии достигается за счет применения антиангинальных средств, и преимущественную роль в этом играют β-адреноблокаторы в связи с их антиишемической и антиангинальной эффективностью и доказанным благоприятным влиянием на сердечно-сосудистый прогноз после инфаркта миокарда. Тем не менее, помимо сложностей в увеличении дозы β-адреноблокаторов (в связи с повышением частоты нежелательных событий), эти препараты также вызывают вазоконстрикцию коронарных артерий во время физической нагрузки, в связи с чем ограничивают перфузию миокарда.46,47
В отличие от β-адреноблокаторов, уменьшение ЧСС с помощью ивабрадина позволяет снизить потребность в кислороде и при этом максимизировать доставку кислорода.
Ивабрадин — единственный антиангинальный препарат с доказанной выраженной антиишемической и антиангинальной эффективностью в отношении всех показателей пробы на переносимость физической нагрузки, в комбинации с β-адреноблокаторами и без какого-либо угасания эффективности в конце периода дозирования.
Обзор научной литературы и результаты исследования BEAUTIFUL четко показывают, что уменьшение ЧСС в покое является обоснованной целью в лечении пациентов со стенокардией, как в плане уменьшения симптомов, так и улучшения сердечно-сосудистого прогноза.48,49 Ивабрадин — единственный препарат, способный уменьшить ЧСС в покое в степени, достаточной для того, чтобы достичь рекомендуемого целевого диапазона 55-60 уд/мин,42 с антиангинальной эффективностью, похожей на таковую у β-адреноблокаторов, и приемлемой простотой использования и безопасностью.
В случае непереносимости β-адреноблокаторов или наличия к ним противопоказаний, терапевтические альтернативы на практике ограничены только одним классом антиангинальных средств, влияющих на ЧСС в покое — антагонистами кальция, которые, однако связаны с риском развития брадикардии. Более того, величина этого эффекта составляет всего половину эффекта ивабрадина или β-адреноблокаторов, и их использование ограничено рядом мер предосторожности при использовании и противопоказаний, которые делают их менее управляемыми и безопасными, чем ивабрадин, особенно в случае дисфункции левого желудочка, нарушений проводимости или артериальной гипотензии.50,51
Антагонисты кальция дигидропиридинового ряда не влияют на ЧСС (амлодипин) или склонны увеличивать её (нифедипин).